# 死の舞踏 (リスト)
『死の舞踏』（しのぶとう、独：Totentanz）S.126 は、フランツ・リストの作曲したピアノ独奏を伴う管弦楽曲。原題は「死の舞踏－『怒りの日』によるパラフレーズ」（Totentanz - Paraphrase über "Dies irae"）であり、その名の通りグレゴリオ聖歌の『怒りの日』の旋律を用いた一種のパラフレーズである。
弟子のハンス・フォン・ビューローに献呈。

## 概要
リストは1838年にイタリアを旅したとき、ピサの墓所カンポサント (Camposanto) にある14世紀のフレスコ画『死の勝利』を見て深い感銘を受けたといわれる。ここで得た霊感をもとに、リストはローマ・カトリック教会のセクエンツィアであり最後の審判を想起させる《怒りの日 Dies irae》を主題として用い、ピアノが華麗に活躍するパラフレーズ（あるいは変奏曲）を作曲した。この旋律をもとにした楽曲としては、さきにベルリオーズの『幻想交響曲』（リストによるピアノ独奏用編曲がある）などが完成しているが、リストが影響を受けたかどうかは不明である。

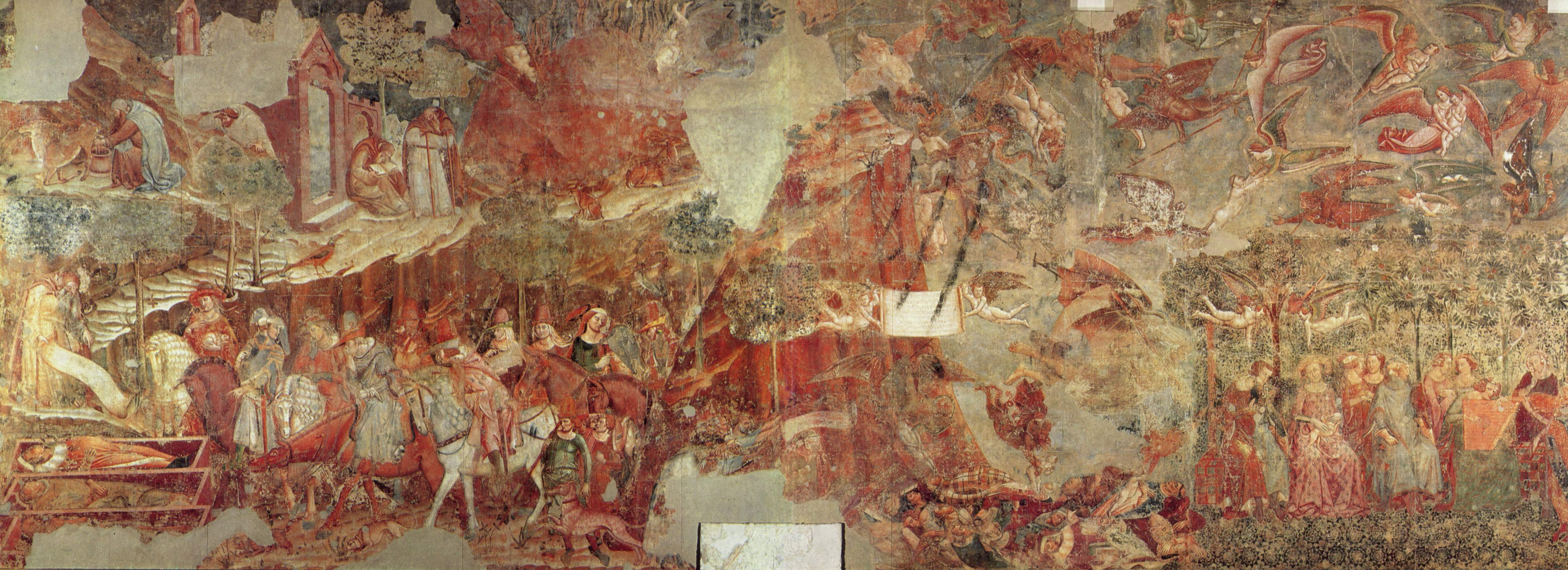
『死の勝利』 Il Trionfo della Morte

リストはこの曲を1849年に一旦完成させたが、その後改作を重ね、1865年にハンス・フォン・ビューローの演奏で、ハーグにて初演された。
アルフレート・ブレンデルはこの曲を、「ロ短調ソナタに比肩するのはこの曲ぐらいである」と高く評価した。

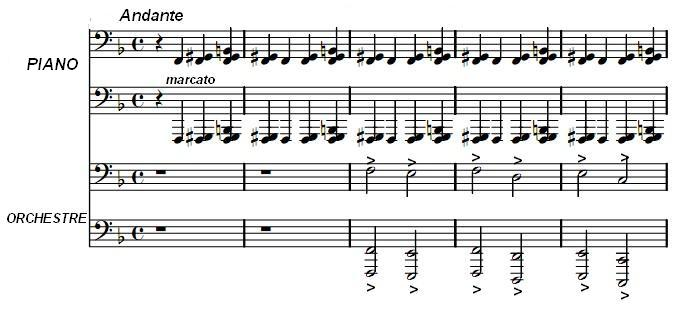
冒頭部分

曲は、ピアノとティンパニのグロテスクな反復に伴われた管楽器・低音弦による『怒りの日』の旋律で幕を開け、短いカデンツァとピアノよる主題呈示の後、5つの変奏を経て、コーダを兼ねる最後の変奏で劇的な終結を迎える。演奏時間は約15分。

## 楽器編成
独奏ピアノ、ピッコロ、フルート2、オーボエ2、クラリネット2、ファゴット2、ホルン2、トランペット2、トロンボーン3、テューバ、ティンパニ、シンバル、トライアングル、タムタム、弦五部。

## 編曲・異稿
作曲者自身によるピアノ独奏版（S.525）、および2台ピアノ版編曲（S.652）が存在する。また、1919年にフェルッチョ・ブゾーニの改訂により出版された版は1853年稿を採用している。この版では、曲の後半に詩篇130篇《深き淵より De Profundis》のフレーズが現れ、コーダでは『怒りの日』と『深き淵より』が対位法的に組み合わさり結ばれる。